# Juliane von Braunschweig-Wolfenbüttel

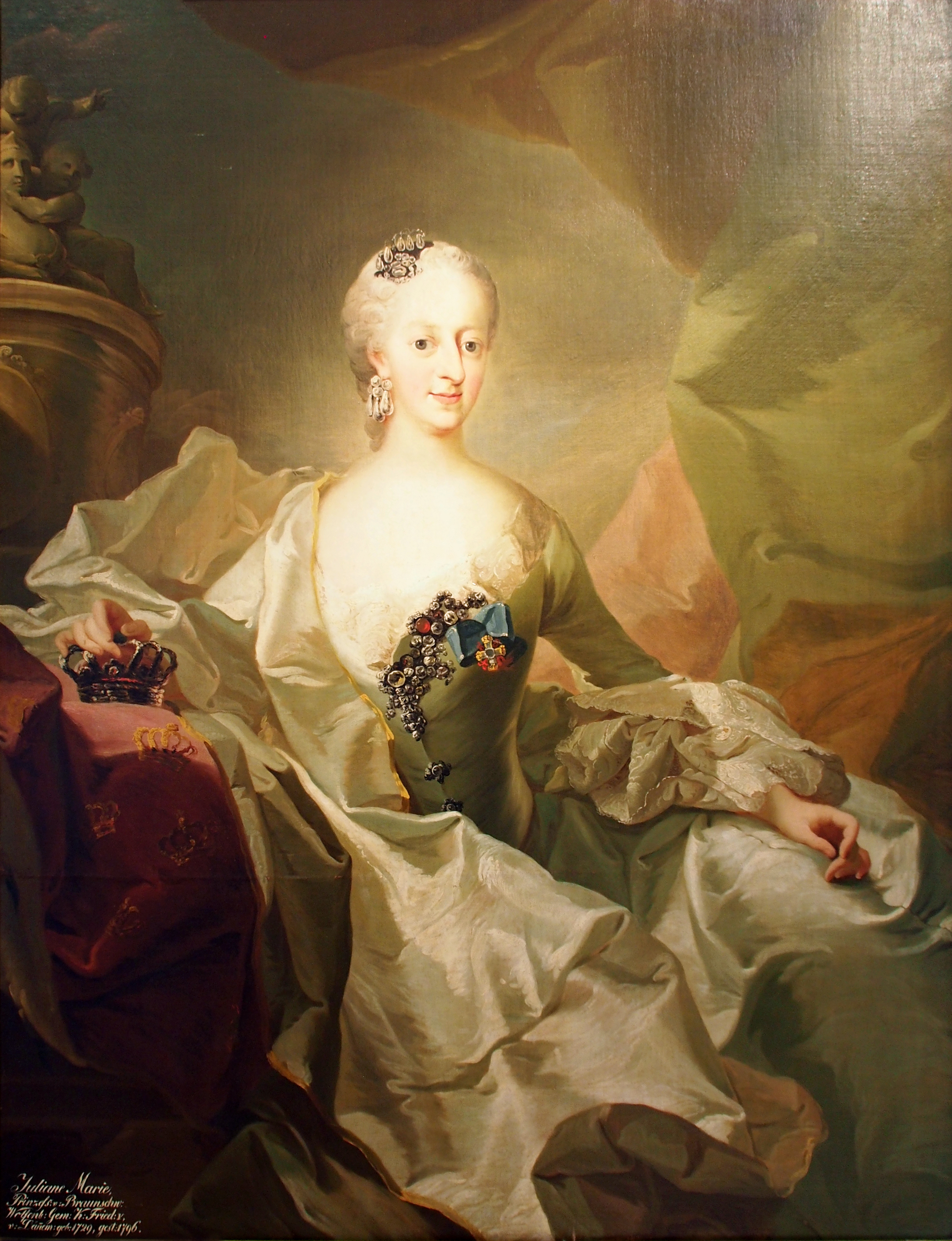
Juliane Marie von Braunschweig-Wolfenbüttel, Königin von Dänemark und Norwegen.
Porträt von Carl Gustaf Pilo, um 1750 (Residenzmuseum im Celler Schloss).

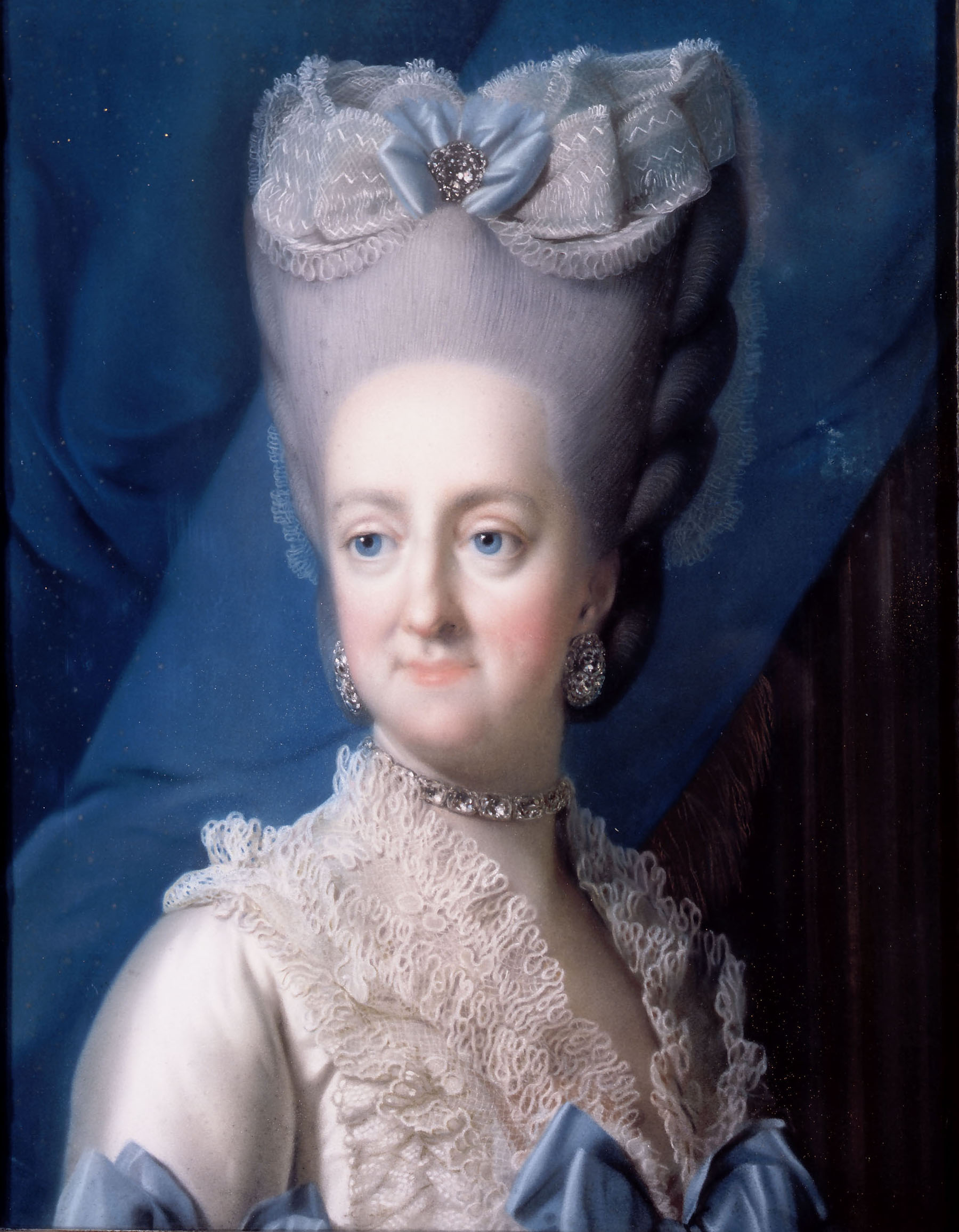
Juliane Marie, um 1780

Juliane Marie von Braunschweig-Wolfenbüttel-Bevern (* 4. September 1729 in Wolfenbüttel; † 10. Oktober 1796 auf Schloss Fredensborg) war Königin von Dänemark und Norwegen von 1752 bis 1766 als zweite Ehefrau König Friedrichs V.

## Leben
Juliane Marie war die jüngste Tochter von Herzog Ferdinand Albrecht II. von Braunschweig-Wolfenbüttel und dessen Frau Antoinette Amalie von Braunschweig-Wolfenbüttel, Tochter von Herzog Ludwig Rudolf von Braunschweig. Zur Zeit ihrer Geburt bildete ihre Familie die herzogliche Nebenlinie Braunschweig-Wolfenbüttel-Bevern. Am 13. September 1735 verstarb unerwartet ihr Vater, der erst im März 1735 Herzog im verwaisten Fürstentum Braunschweig-Wolfenbüttel geworden war. Unter ihren vielen Geschwistern waren Karl I. von Braunschweig-Wolfenbüttel, Anton Ulrich, späterer Gemahl der Russischen Regentin Anna Leopoldowna, und Elisabeth Christine, spätere Gemahlin Friedrichs des Großen. Wie ihre Geschwister erhielt auch Juliana Maria die an vielen kleineren deutschen Fürstenhöfen übliche einfache, aber sehr strenge Erziehung. Als Kind soll sie gestottert haben, wie mehrere Angehörige des Hauses Braunschweig.
Juliane Marie heiratete am 8. Juli 1752 auf Schloss Frederiksborg König Friedrich V. von Dänemark als dessen zweite Frau. Juliane Marie wurde dabei die Stiefmutter der Kinder des Königs: Kronprinz Christian und der Prinzessinnen Sophie Magdalene, Wilhelmine Karoline und Louise. Im Jahr nach der Hochzeit wurde sie selbst Mutter des einzigen gemeinsamen Kindes des Königspaares, Prinz Friedrich. Die Beliebtheit ihrer Vorgängerin Louise von Großbritannien konnte sie nie erreichen.
Nach dem Tode Friedrichs V. 1766 zog sie sich auf ihren Witwensitz zurück, Johann Friedrich Struensee hielt sie in seiner Zeit als Minister (1770–1772) von jeder politischen Mitsprache fern. Sie stand ihrem Stiefsohn, dem verhaltensauffälligen Christian VII., nicht sonderlich nahe und hoffte auf die Thronfolge ihres eigenen Sohnes Friedrich. Im Jahr 1772 spielte sie eine entscheidende Rolle beim Sturz von Struensee, indem sie die Initiatoren um Ove Høegh-Guldberg nach Kräften unterstützte und ihnen Rückendeckung beim König verschaffte. Juliane Marie befürwortete Struensees Hinrichtung und soll auch die Ehefrau Christians VII., Königin Caroline Mathilde, lieber tot als ins Exil verbannt gewünscht haben. Die Königinwitwe hatte nun zusammen mit Minister Høegh-Guldberg die tatsächliche Macht im Königreich; diese endete mit der Regentschaft Friedrichs VI. ab 1784.
Die Exekution Struensees brachte allerdings in der öffentlichen Meinung einen Umschwung mit sich, da das Verfahren erhebliche rechtliche Mängel aufgewiesen hatte. Die Hofcamarilla um Juliane Marie ließ alle übrigen Festgenommenen frei, sie mussten die Hauptstadt jedoch verlassen.
Ihr einziges Kind war Erbprinz Friedrich (* 11. Oktober 1753; † 7. Dezember 1805), er heiratete 1774 Sophie Friederike von Mecklenburg (1758–1794); sie waren die Eltern von König Christian VIII. von Dänemark.
1780 nahm sie die vier überlebenden Geschwister von Iwan VI. am Kopenhagener Hof auf.
Ihre Politik stützte diejenige ihres Bündnispartners und Schwagers Friedrich II. von Preußen. Mit ihm wechselte sie im Laufe ihres Lebens mehr als zweihundertfünfzig Briefe.